# A múlt kísértete
A múlt kísértete (angolul: Specter of the Past) Timothy Zahn 1997-ben megjelent Csillagok háborúja regénye, a Thrawn keze-duológia első része. A múlt kísértetének cselekménye 19 évvel a Yavini csata után játszódik, Az utolsó parancs történései után 10 évvel. Magyarországon 1999-ben az Aquila Könyvkiadó, 2011-ben a Szukits Könyvkiadó adta ki magyar fordításban.

## Szereplők

### Új Köztársaság
- Luke Skywalker
- Han Solo
- Leia Organa Solo
- Borsk Fey'lya
- Wedge Antilles
- Corran Horn
- Garm Bel Iblis
- Lando Calrissian
- Csubakka
- C-3PO
- R2-D2

### Birodalom
- Gilad Pellaeon
- Grodin Tierce
- Moff Disra
- Flim

### Egyéb
- Talon Karrde
- Mara Jade
- Booster Terrik

## Magyarul
- A múlt kísértete; ford. Békési József; Lap-ics, Bp., 1999
- A múlt kísértete. A Thrawn keze sorozat 1. kötete; ford. Szente Mihály; Szukits, Szeged, 2011

## Fordítás
- Ez a szócikk részben vagy egészben  a   Specter of the Past című angol Wikipédia-szócikk ezen változatának fordításán alapul.  Az eredeti cikk szerkesztőit annak laptörténete sorolja fel. Ez a jelzés csupán a megfogalmazás eredetét és a szerzői jogokat jelzi, nem szolgál a cikkben szereplő információk forrásmegjelöléseként.